# Scytalopus diamantinensis
A Scytalopus diamantinensis a madarak osztályának verébalakúak (Passeriformes) rendjébe és a fedettcsőrűfélék (Rhinocryptidae) családjába tartozó faj.

## Rendszerezése
A fajt Marcos Ricardo Bornschein, Giovanni Nachtigall Maurício, Ricardo Belmonte-Lopes, Helena Mata és Sandro L. Bonatto írták le 2007-ben.

## Előfordulása
Brazília északkeleti részén, Bahia szövetségi állam területén honos. Természetes élőhelyei a szubtrópusi és trópusi hegyi esőerdők és bokrosok, valamint másodlagos erdők.

## Megjelenése
Testhossza 11 centiméter.

## Természetvédelmi helyzete
Az elterjedési területe kicsi, egyedszáma pedig csökken. A Természetvédelmi Világszövetség Vörös listáján veszélyeztetett fajként szerepel.